# Constantin von Renz

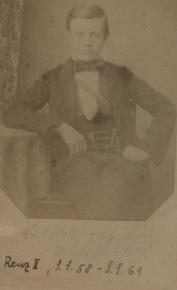
Renz als Student

Franz Theodor August Constantin Renz, ab 1897 Constantin von Renz, (* 19. Dezember 1839 in Stuttgart; † 14. April 1900 in Ellwangen) war ein württembergischer Oberamtmann.

## Leben
Nach der Lateinschule in Marbach und dem Lyzeum in Ludwigsburg besuchte Constantin Renz von 1853 bis 1857 das evangelische theologische Seminar in Urach. Ab dem Wintersemester 1858 studierte er Regiminalwissenschaften an der Universität Tübingen und wurde dort Mitglied der Landsmannschaft Schottland. 1861 legte er die erste und 1862 die zweite höhere Dienstprüfung ab.
Seine berufliche Laufbahn begann er als Aktuar von 1862 bis 1866 beim Oberamt Backnang und von 1866 bis 1870 beim Oberamt Nürtingen. Von 1870 bis 1872 war er Kollegialhilfsarbeiter bei der Regierung des Jagstkreises in Ellwangen und von 1872 bis 1874 Regierungsassessor bei der Regierung des Schwarzwaldkreises in Reutlingen. Von 1874 bis 1878 leitete er als Oberamtmann das Oberamt Crailsheim und von 1878 bis 1883 das Oberamt Ellwangen. Danach war er als Regierungsrat bei der Regierung des Donaukreises in Ulm und als Oberregierungsrat am Württembergischen Verwaltungsgerichtshof in Stuttgart tätig. Von 1895 bis 1890 war von Renz Regierungspräsident des Jagstkreises in Ellwangen.
Renz war mit einer Freiin von Seeger verheiratet. Ihre Tochter Eugenie vermählte sich mit dem Rechtsprofessor Eduard Kern.

## Ehrungen, Nobilitierung
- 1881 Ritterkreuz 1. Klasse des Friedrichs-Ordens
- 1889 Silberne Jubiläumsmedaille
- 1889 Ritterkreuz des Ordens der württembergischen Krone
- 1897 Ehrenkreuz des Ordens der württembergischen Krone, mit dem der persönliche Adel verbunden war
- 1900 Kommenturkreuz 2. Klasse des Friedrichs-Ordens